# Альф Макмайкл
Альф Макмайкл (англ. Alf McMichael, 1 жовтня 1927, Белфаст — 7 січня 2006) — північноірландський футболіст, що грав на позиції захисника за «Лінфілд», «Ньюкасл Юнайтед», а також національну збірну Північної Ірландії.

## Клубна кар'єра
У дорослому футболі дебютував 1945 року виступами за команду «Лінфілд», в якій провів чотири сезони, протягом яких здобув декілька півночноірландських трофеїв, включаючи титул чемпіона країни.
1949 року перейшов до англійського «Ньюкасл Юнайтед», за який відіграв 13 сезонів. Більшість часу, проведеного у складі «Ньюкасл Юнайтед», був основним гравцем захисту команди. За цей час тричі виборював титул володаря Кубка Англії. Завершив професійну кар'єру футболіста виступами за команду «Ньюкасл Юнайтед» у 1962 році.

## Виступи за збірну
1949 року дебютував в офіційних матчах у складі національної збірної Північної Ірландії. Протягом кар'єри у національній команді, яка тривала 12 років, провів у її формі 40 матчів.
У складі збірної був учасником чемпіонату світу 1958 року у Швеції, де взяв участь в усіх п'яти іграх своєї команди, яка сягнула стадії чвертьфіналів, на якій поступилася збірній Франції (0:4).
Помер 7 січня 2006 року на 79-му році життя.

## Титули і досягнення
- Володар Кубка Англії з футболу (3):

«Ньюкасл Юнайтед»: 1950-1951, 1951-1952, 1954-1955